# XXXIII Premis de la Unión de Actores
La XXXIII edició dels Premis de la Unión de Actores va tenir lloc al Circo Price de Madrid el 10 de març de 2025 per a premiar l'excel·lència en interpretacions en cinema, televisió i teatre espanyol de l'any 2024. Compta amb el patrocini d'AISGE, l'ajuntament de Madrid i Film Madrid. La gala fou presentada per Silvia de Pé, secretària general de la Unión, qui va ressaltar la importància de l'Estatut de l'Artista i els avenços assolits.
Les nominacions van ser anunciades el 4 de febrer de 2025. Entre els guanyadors, Eduard Fernández i Carolina Yuste van repetir els premis que havien obtingut en altres cerimònies, mentre que Karla Sofía Gascón, malgrat les polèmiques, va rebre el premi a la millor contribució internacional.

## Guanyadors i nominats

### Premi a Tota una vida
- Ana Belén[7]

### Premi especial de la Unión
- Gloria de la Fuente, pels seus 35 anys dedicats a la Unión de Actores y Actrices.

### Premi Mujeres en Unión-Pilar Bardem
- Equip del servei del 016, representat per la seva directora Adriana Acevedo, en reconeixement de la seva labor contra la violència de gènere.[8]

### Cinema
| Millor actor protagonista | Millor actriu protagonista |
| --- | --- |
| - Eduard Fernández – Marco, la verdad inventada com Marco - Urko Olazabal – Soy Nevenka com Ismael Álvarez - Daniel Ibáñez – Segundo premio com El cantant | - Carolina Yuste – La infiltrada com Aranzazu - Najwa Nimri – La verge roja como Aurora - Patricia López Arnaiz – Los destellos com Isabel            |
| Millor actor secundari | Millor actriu secundària |
| - Patrick Criado – La verge roja com Abel Velilla - Alberto San Juan – Casa en flames com Carlos - Antonio de la Torre – Los destellos com Ramón           | - Clara Segura – El 47 com Carmen - Aixa Villagrán – La verge roja com Macarena - Macarena García – Casa en flames com Marta                          |
| Millor actor de repartiment | Millor actriu de repartiment |
| - Carlos Cuevas – El 47 com Pasqual Maragall - Juan Diego Botto – La habitación de al lado com fotògraf - Carlos Troya – La infiltrada com Zoido           | - Esther Isla – Soy Nevenka com Adela - Catalina Sopelana – La estrella azul com Mara - Victoria Luengo – La habitación de al lado com esposa de Fred |

### Televisió
| Millor actor protagonista | Millor actriu protagonista |
| --- | --- |
| - Oriol Pla – Yo, adicto com Javier Giner - Alberto San Juan – Cristóbal Balenciaga com Cristóbal Balenciaga - Tristán Ulloa – El caso Asunta com Alonso Basterra | - Candela Peña – El caso Asunta com Rosario Porto - Iria del Río - Los años nuevos com Ana - Victoria Luengo – Reina Roja com Antonia Scott              |
| Millor actor secundari | Millor actriu secundària |
| - Pedro Casablanc – Querer com Iñigo - Javier Gutiérrez – El caso Asunta com jutge Malvar - Miguel Bernardeau – Querer com Aitor                                  | - Marina Salas – Yo, adicto com Lola - Clara Sans – Celeste com Dani - Loreto Mauleón – Querer com Paula                                                 |
| Millor actor de repartiment | Millor actriu de repartiment |
| - Jorge Usón – Las abogadas com Celedonio Silva - Aitor Merino – Ángela com Fernando - Omar Ayuso – Yo, adicto com Iker Garay                                     | - Elisabet Gelabert – Querer com ? - Alicia Borrachero – El caso Asunta com María Rosa - Belén Cuesta – Cristóbal Balenciaga com Fabiola de Mora i Aragó |

### Teatre
| Millor actor protagonista                                                                                                 | Millor actriu protagonista                                                                                      |
| --- | --- |
| - Jan Buxaderas – The Book of Mormon - Ginés García Millán – Luces de bohemia - Guillermo Toledo – 1936                   | - Aitana Sánchez-Gijón – La madre - Blanca Portillo – 1936 - María Garralón – Ifigenia                          |
| Millor actor secundari | Millor actriu secundària                                                                                        |
| - Alberto Amarilla Bermejo – Lorca por Saura - Álex Villazán – La madre - Rubén de Eguía – El fin                         | - Eva Isanta – Las que gritan - Belén Landaluce – La casa de Bernarda Alba - Chus Herranz – Los chicos del coro |
| Millor actor de repartiment                                                                                               | Millor actriu de repartiment                                                                                    |
| - Fran Cantos – El alcalde de Zalamea - César Sánchez – Los lunes al sol - Miguel Ángel Amor – El castillo de Lindabridis | - Júlia Roch – La Madre - Elisa Forcano – Caminando - Nieves Soria – El teatro de las locas                     |

### Revelació
| Millor actor revelació                                                                                                | Millor actriu revelació                                                               |
| --- | ------------------------------------------------------------------------------------- |
| - Pepe Lorente – La estrella azul - Óscar Lasarte – ¿Es el enemigo? La película de Gila - Cristalino – Segundo premio | - Zoe Bonafonte – El 47 - Laura Weissmahr – Salve Maria - Alba Planas – La verge roja |

### Producció internacional
| Millor actor | Millor actriu |
| --- | --- |
| - Javier Bardem – Monsters: The Lyle and Erik Menendez Story com José Menéndez - Tomás Pozzi – Kill me com ? - Álvaro Morte – Immaculate com Sal Tedeschi | - Karla Sofía Gascón – Emilia Pérez com Emilia Pérez - María Caballero – The First Omen com Luz - Susi Sánchez – Reinas com Àvia |